# Topolšica
Topolšica is een plaats in Slovenië en maakt deel uit van de gemeente Šoštanj in de NUTS-3-regio Savinjska. De plaats telde 1.301 inwoners op 1 januari 2020. In deze plaats is het Vakantie Thermen Topolsica gevestigd. In 2010 is de Thermen uitgebreid met een tiental vakantie woningen tegen de Heuvel helling. Men kan achter de reeds Nieuwe Nieuwbouw wandelen de natuur in. Er zijn mooie wandelpaden aangelegd/ontstaan.
 laatst bewerkt op 22 juli 2011